# وليد الأنصاري
وليد الأنصاري هو باحث مصري أمريكي في مجال مقارنة الأديان والإسلام والاقتصاد الإسلامي، وهو أستاذ كرسي هلال وهشام وليلى إدريس السويدي للدراسات الإسلامية بجامعة زيفيير في مدينة سينسيناتي بولاية أوهايو الأمريكية. من مؤلفاته «اقتصاديات الإرهاب: كيف يغيّر بن لادن قواعد اللعبة» (بالإنجليزية: The Economics of Terrorism: How bin Laden is Changing the Rules of the Game)‏ و«الاقتصادان الهندوسي والإسلامي» (بالإنجليزية: Hindu and Islamic Economics: On the Need for a New Economic Paradigm)‏ و«اقتصاديات صراع الحضارات» (بالإنجليزية: The Economics of Clash of Civilizations : Reexamining Religion and Violence)‏.